# Linda
Linda，是西方国家常见人名，一般適用於女性。中譯隨華人地區而稍有差異，通常是以音譯為主，例如：臺灣地區的「琳達」
Linda為美國最流行的名字之一。以1948年為例，琳達是全美國名字的最多者。

## 生物
瘤胸筒天牛属：天牛科的一属昆虫。